# Čamzinskij rajon
Il Čamzinskij rajon (in russo Чамзинский район?) è un municipal'nyj rajon della Repubblica Autonoma di Mordovia, nella Russia europea.